# 行為能力
行為能力（こういのうりょく）とは、契約などの法律行為を単独で確定的に有効に行うことができる能力。
行為能力を制限された者のことを「制限行為能力者」という。具体的には、未成年者・成年被後見人・被保佐人・民法第17条第1項の審判（同意権付与の審判）を受けた被補助人を指す（民法20条第1項参照）。
- 以下、民法については、条数のみ記載する。

## 趣旨
私法上の法律関係は、権利義務の主体が、その意思に基づいてのみ発生・変更させるという原則（私的自治の原則）を基本として構成される。したがって、法律関係が有効に成立するには、法律行為をなすときに、各人が権利義務の主体となるに足る意思を持ちうること、すなわち意思能力が必要とされる。
もしも法律行為のときに、この意思能力を欠いていた場合には、その法律行為は無効となる。そして、法律行為のときに意思能力を欠いていたことを理由として法律行為の無効を主張するには、その法律行為がなされた時点において、自らに意思能力が無かったことを証明しなければならない。しかし、これは容易ではないため、意思能力という実質的な基準だけでは、判断能力が不十分な社会的弱者の保護を図ることができないおそれがある。また、意思能力がなかったことが証明された場合には、当該法律行為は無効となるので、相手方に不測の損害を与えるおそれもある。
そこで民法は、意思能力の有無が法律行為ごとに個別的に判断されることから生じる不都合を回避し、判断能力が不十分と考えられる者を保護するため、あらかじめ年齢や審判の有無という形式的基準により行為能力の有無を定めた。この行為能力が制限された者を制限行為能力者といい、個別の事情により未成年者、成年被後見人、被保佐人、同意権付与の審判を受けた被補助人に類型化される（20条）。各類型の制限行為能力者は、それぞれ一定の法律行為につき、単に制限行為能力者であることを理由として、法律行為を取り消すことができるものとした。これにより、判断能力の不十分な者を意思能力の証明の問題から解放して保護を図り、併せて、制限行為能力者の取引の相手方に注意を促して、不測の損害を被ることのないようにした。自然人であれば当然に行為能力が認められるのが近代法の原則であることから、行為能力の論点は結局「どのような者の行為能力を制限すべきか」という点に行き着く。なお法人の行為能力については法人#法人の能力を参照のこと。
婚姻や養子縁組、遺言など、身分行為には制限行為能力制度の適用はない。身分行為を行う能力については個別に要件が定められている（未成年者の婚姻について定めた民法731条、民法737条等）。
| 人（権利能力者） | 自然人 | 行為能力者     | 行為能力者   |
| 人（権利能力者） | 自然人 | 制限行為能力者 | 未成年者     |
| 人（権利能力者） | 自然人 | 制限行為能力者 | 成年被後見人 |
| 人（権利能力者） | 自然人 | 制限行為能力者 | 被保佐人     |
| 人（権利能力者） | 自然人 | 制限行為能力者 | 被補助人     |
| 人（権利能力者） | 法人   |                |              |

## 沿革

### 明治民法~戦後の民法改正
1896年（明治29年）施行の民法（いわゆる「明治民法」）では、無能力者（行為能力が制限される者）として、以下の4種類を規定していた。
1. 未成年者
2. 禁治産者
3. 準禁治産者
4. 妻

このうち、未成年者は明治民法の時点ですでに現行法とほぼ同趣旨の規定が置かれていた。禁治産者は現行法の成年被後見人、準禁治産者は被保佐人にそれぞれ相当するとされ、後述の成年後見制度の開始まで制度が続けられた。妻については第14条で以下のように規定していた。
おおむね準禁治産者に近い行為能力の制限が定められ、また営業に関しては未成年者に類似した規定（夫の許可を要する旨の第6条及び許可を受けた旨の登記（妻登記）を定めた商法第5条）が設けられた。
一部歴史学者は妻の行為無能力を独法系の明治民法特有の特徴として挙げるが、起草者説明によると、明治23年旧民法を継承したもので（人事編第68条、第一草案第104条）、妻の行為能力原則肯定・例外否定の英・独法系を退け、原則否定・例外肯定の仏法系（正確にはイタリア民法）を採用したものと説明されている。また夫の同意無き行為が不可能なわけではなく、取消事由になるに留まる（同2項、16条）。つまり実際上大きな支障が無いばかりか、不都合な契約がなされた場合に同意の不存在を理由に取り消しうるという意味で、現代的な男女平等理念にこそ反するものの、消費者保護の観点からはむしろ妻に有利な規定であった。旧民法人事編原案起草者熊野敏三によれば、子を含む家族全体の利益保護を目的とし、一家の浮沈を左右する行為につき夫婦の意見不一致のときの最終的な決定権を夫に与えて紛争防止を図るか、訴訟増加を甘受するかの選択につきやむをえず前者を採ったものと説明されている。
無能力者とされたのはあくまで「妻」（婚姻中の女性）であり、未婚の女性や夫と離別・死別した女性は行為能力が認められていた。妻を無能力者とする条項は当時からおおむね不評であり、1927年（昭和2年）の臨時法制審議会では政府の諮問に対し廃止も含めた答申を出している。明治23年民法をめぐる民法典論争における保守的延期派の代表格とみなされる江木衷も、時代遅れな規定として批判している。昭和22年の民法改正により妻を無能力者とする規定は削除された。

### 成年後見制度へ
1999年（平成11年）の民法改正前には、制限行為能力者と同種の法律用語として、「無能力者」あるいは「行為無能力者」という用語が用いられていた。しかし、「無能力」という言葉は字義通り「能無し」の意味に受け取られ、差別的であまり良いイメージではないため、同じく差別的な「禁治産者」「準禁治産者」などの用語も一掃し、制度の内容もプライバシーの保護や自己決定の尊重などを重視して大幅に変更した。
このとき新たに作られた制度が成年後見制度であり、従来の「無能力者」は「制限能力者」に表現が改められた。さらに、民法の現代語化を主な目的とする2004年（平成16年）の民法の一部改正法の施行により、2005年（平成17年）4月から、さらに「制限行為能力者」という表現に改められた。
なお、この民法の改正に合わせて任意後見契約に関する法律が施行され、任意後見人の制度が発足した。同時に、後見登記等に関する法律により、後見、補佐及び補助に関する登記、任意後見契約に関する登記がされることとなった。

## 制限行為能力者の類型

### 未成年者
民法は「年齢十八歳をもって、成年とする。」と規定しており（4条）、この反対解釈から民法上の未成年者とは18歳に達しない者をいう。ただし、未成年者が婚姻をした場合は、18歳に満たない場合でも成年に達したものとみなされる（753条 - 婚姻による成年擬制）。
未成年者は制限行為能力者であり（20条）、未成年者の財産行為には原則として法定代理人の同意を要することになる（5条1項本文）。未成年者の法定代理人は、通常は親である（親権者）が、親権者がいない場合は、未成年後見人が選任される（839条、840条）。なお、未成年後見人は一人でなければならないとする規定があったが（旧842条）、平成23年改正により842条は削除され、複数の未成年後見人や法人後見も可能になった。
前述のように未成年者が法律行為をするには、原則として、その法定代理人の同意を得なければならない（5条1項本文）。法定代理人の同意が必要な行為で未成年者が法定代理人の同意を得ずに単独で行った法律行為については取消すことができる（5条2項）。
ただし、単に利益を得たり、義務を免れる法律行為については法定代理人の同意を得なくともよい（5条第1項但書）。また、法定代理人が目的を定めて処分を許した財産についてはその目的の範囲内において処分する場合や、目的を定めないで処分を許した財産を処分するときには未成年者は自由に処分しうる（5条3項）。さらに、一種または数種の営業を許された未成年者はその営業に関しては成年者と同一の行為能力を有するので、許可された営業の範囲で営業を行う場合には法定代理人の同意は不要である（6条1項）。以上の法定代理人の同意が不要な行為については未成年者が法定代理人の同意なく単独でなしたことを理由として取り消すことはできない。
親権の行使について未成年者と親権者で利益が相反する行為であるときには家庭裁判所に特別代理人の選任を請求しなければならない（826条）。
なお、未成年者が他人に損害を加えた場合において、自己の行為の責任を弁識するに足る知能を備えていない時は、その行為について賠償責任を負わない（712条）が、その責任無能力者を監督する法定の義務を負う者は賠償責任を負う（714条）。

### 成年被後見人
精神上の障害により、事理を弁識する能力を欠く常況にある者（＝行為の結果を弁識するに足るだけの精神能力を欠くのが普通の状態の者）として、後見開始の審判を受けた者のことをいう（7条、8条）が、その行為能力の目安は大体7歳未満の未成年者程度である。成年後見制度を導入する前の「禁治産者」に相当する（民法附則（平成11年12月8日法律第149号）3条1項）。
成年被後見人には成年後見人が付され（8条）、成年後見人は、成年被後見人の財産に関する法律行為につき成年被後見人の法定代理人としての地位を有する（859条1項）。
成年被後見人は制限行為能力者であるから（20条）、成年被後見人が成年後見人の代理によらず単独で行った法律行為については取消しすることができる（9条本文）。

ただし、成年被後見人の自己決定の尊重の観点から、問題となる法律行為が「日用品の購入その他日常生活に関する行為」である場合は取り消すことができない（9条但書）。
成年被後見人が会社の取締役に就任するには、その成年後見人が成年被後見人の同意を得た上で、成年被後見人に代わって就任の承諾をしなければならない（会社法331条。同法に定める監査役、執行役、清算人についても同様）。なお2019年の会社法改正までは、成年被後見人は会社の取締役になることができず、すでに就任している取締役が成年被後見人となると当然にその職を失うとされていた。2013年6月30日以前に公示・告示される選挙について、選挙権・被選挙権を失っていた。2019年の法改正までは、国家公務員・地方公務員や各種の国家資格で成年被後見人であることが欠格事由として挙げられていた。

### 被保佐人
精神上の障害により、事理を弁識する能力が著しく不十分である者として、保佐開始の審判を受けた者のことをいう（11条、12条）が、その行為能力は、大体やや成長した未成年者程度である。成年後見制度を導入する前の「準禁治産者」に相当するが（民法附則（平成11年12月8日法律第149号）3条2項）、旧制度下の準禁治産とは異なり浪費者は保佐開始の審判の原因とされていない。
被保佐人には保佐人が付されるが、保佐人は成年後見人と異なり、原則として法定代理人としての地位を有しない。ただし、被保佐人の同意がある場合は、家庭裁判所の審判により、保佐人に対し特定の法律行為について代理権を付与することができる、その場合には代理権の範囲が特定された法定代理人となる（876条の4）。
被保佐人が13条1項に列挙の行為や家庭裁判所により追加された行為をする場合は、保佐人の同意またはこれに代わる家庭裁判所の許可が要求され、同意を得ることなくこれらの法律行為をした場合は、取り消すことが出来る。
- 保佐人の同意を要する行為(13条1項)
  1. 元本を領収し、又は利用すること。
  2. 借財又は保証をすること。
  3. 不動産その他重要な財産に関する権利の得喪を目的とする行為をすること。
  4. 訴訟行為をすること。
  5. 贈与、和解又は仲裁合意をすること。
  6. 相続の承認若しくは放棄又は遺産の分割をすること。
  7. 贈与の申込みを拒絶し、遺贈を放棄し、負担付贈与の申込みを承諾し、又は負担付遺贈を承認すること。
  8. 新築、改築、増築又は大修繕をすること。
  9. 短期賃貸借の期間を超える賃貸借をすること。
  10. 前各号に掲げる行為を制限行為能力者の法定代理人としてすること。

なお、準禁治産者制度の下では保佐人に取消権や追認権が認められるか見解の対立があったが、平成11年民法改正により保佐人の取消権・追認権が明文で定められることとなった（取消権につき120条1項、追認権につき122条）。
被保佐人が株式会社の取締役に就任するには、その保佐人の同意を得なければならない（会社法331条。同法に定める監査役、執行役、清算人についても同様）。なお2019年の会社法改正までは、被保佐人は株式会社の取締役になることができず、すでに就任している取締役が被保佐人となると当然にその職を失うとされていた。2019年の法改正までは、国家公務員・地方公務員や各種の国家資格で被保佐人であることが欠格事由として挙げられていた

### 同意権付与の審判を受けた被補助人
被補助人とは精神上の障害により事理を弁識する能力が不十分である者として、補助開始の審判を受けた者のことをいう（15条1項）。被補助人には補助人が付されるが、本人には一定程度の判断能力があることに鑑み、家庭裁判所による補助開始の審判には本人の同意が必要とされる。また、補助開始の審判には必ず併せて17条第1項の審判（同意権付与の審判）あるいは876条の9の審判（代理権付与の審判）の一方又は双方の審判がなされる。
被補助人のうち制限行為能力者とされるのは、補助開始の審判とともに同意権付与の審判を受けた者（同意権付与の審判とともに代理権付与の審判も受けている者を含む）を指し、同意権付与の審判を受けず代理権付与の審判のみを受けている被補助人は制限行為能力者ではない（20条1項の定義参照）。
同意権付与の審判を受けた被補助人は、家庭裁判所の審判により定められた13条1項に列挙されている行為の一部の法律行為について補助人の同意を要する(17条)。補助人の同意を要するとされた法律行為を被補助人の同意またはこれに代わる家庭裁判所の許可を得ずに行った場合は、当該法律行為を取り消すことが出来る。
なお、代理権付与の審判のみを受けている被補助人については「成年後見制度」の項の「補助」を参照のこと。
以上の制限行為能力者の種類による違いをまとめると、下表のようになる。
| 種類         | 要件                                                                                             | 能力の範囲 | 保護者                                       | 保護者の権能                                                  | 行為の効果                                                                  |
| ------------ | ------------------------------------------------------------------------------------------------ | --- | -------------------------------------------- | ------------------------------------------------------------- | --------------------------------------------------------------------------- |
| 未成年者     | 18歳未満の者（4条）                                                                              | 特定の行為（5条1項ただし書き・3項、6条）だけ単独で為すことができる                                                                                        | 法定代理人 －親権者・未成年後見人 （5条1項） | 同意権・代理権                                                | 同意を得ないでした行為は取り消すことができる（5条2項）                      |
| 成年被後見人 | 精神上の障害により事理を弁識する能力を欠く常況にあって家庭裁判所の審判を受けた者（7条、8条）     | 単独にできる行為は原則としてない（日用品の購入その他日常生活に関する行為のみ単独で可能、9条ただし書き参照）                                               | 法定代理人－成年後見人 （8条）               | 代理権のみ                                                    | 常に取り消すことができる（9条）                                             |
| 被保佐人     | 精神上の障害により事理を弁識する能力が著しく不十分な者で家庭裁判所の審判を受けた者（11条、12条） | 特定の行為（13条1項2項）だけ単独でできない（日用品の購入その他日常生活に関する行為は指定不可）                                                            | 保佐人 （12条）                              | 原則は同意権。代理権付与の審判があれば代理権（876条の4第1項） | 同意又はこれに代わる許可を得ないでした行為は取り消すことができる（13条4項） |
| 被補助人     | 精神上の障害により事理を弁識する能力が不十分な者で家庭裁判所の審判を受けた者（15条、16条）       | 13条に掲げられた行為のうち補助人の同意を要する旨の審判を受けた特定の行為だけ単独でできない（17条1項）（日用品の購入その他日常生活に関する行為の指定不可） | 補助人 （16条）                              | 同意権。代理権付与の審判があれば代理権（876条の9第1項）       | 同意又はこれに代わる許可を得ないでした行為は取り消すことができる（17条4項） |

## 制限行為能力者の法律行為

### 取り消しうる法律行為
未成年者が法定代理人の同意を得ないでした法律行為、被保佐人が保佐人の同意を得なければならない行為で保佐人の同意又はこれに代わる家庭裁判所の許可を得ないでした法律行為、被補助人が補助人の同意を得なければならない行為で補助人の同意又はこれに代わる家庭裁判所の許可を得ないでした法律行為は、取り消すことができる（5条第2項、13条第4項、17条第4項）。
また、成年被後見人については成年後見人の同意の有無を問わず取り消すことができる（9条本文）。成年被後見人は「事理を弁識する能力を欠く常況にある」にあり、成年後見人には同意権が認められておらず、成年後見人の同意を得ていた場合でも、成年被後見人は取り消すことができる。
ただし、以下の法律行為については単独で行うことができ取り消すことはできない。
- 未成年者
  1. 単に利益を得たり、義務を免れる法律行為（5条第1項但書）。
  2. 法定代理人が目的を定めて処分を許した財産についてその目的の範囲内において処分する場合、また目的を定めないで処分を許した財産を処分する場合（5条3項）。
  3. 一種または数種の営業を許された未成年者が許可された営業の範囲で営業を行う場合（6条1項）
- 成年被後見人・被保佐人・被補助人
  - 日用品の購入その他日常生活に関する行為（9条但書・13条1項但書・17条1項但書参照）。

また、後述のように、制限行為能力者が保護者の同意なく単独で行った法律行為を制限行為能力者本人が取り消す場合には単独で取り消すことができる（120条1項）。
なお、身分行為については本人の意思が尊重されるべきであるから制限行為能力制度の適用はない。

### 取消権者
行為能力の制限によって取り消すことができる行為は、制限行為能力者またはその代理人、承継人もしくは同意をすることができる者に限り、取り消すことができる（120条1項）。
- 制限行為能力者本人

未成年者、成年被後見人、被保佐人、民法第17条第1項の審判（同意権付与の審判）を受けた被補助人である（20条第1項）。
制限行為能力者本人が取消権者と規定されているから（120条1項）、制限行為能力者本人が保護者の同意なく単独で取り消す場合にも取消しは完全に効力を生じるのであって、取り消すことのできる取消しとなるわけではない。
- 制限行為能力者の代理人

親権者や未成年後見人、成年後見人などである。
- 制限行為能力者の承継人
- 同意権者

保佐人や家庭裁判所による同意権付与の審判を受けた補助人などである。

### 取消しの方法
取り消すことができる行為の相手方が確定している場合には、その取消しは相手方に対する意思表示によってする（123条）。なお、取消権が消滅する場合については後述。

### 取消しの効果
取り消された行為は初めから無効であったものとみなされる（121条本文）。法律行為は行為時に遡って生じなかったものとなる。取り消された行為に基づいて履行された債権債務によって得た利益は不当利得（703条・704条）となるが、民法は制限行為能力者を保護するため制限行為能力者の返還義務を「その行為によって現に利益を受けている限度」とする（121条但書）。

### 追認
取り消すことができる行為は、120条に規定する者（取消権者）が追認したときは、以後、取り消すことができない（122条本文）。
追認権者は、120条に規定する者（取消権者）である（122条本文）。追認は取消しの原因となっていた状況が消滅した後にしなければその効力を生じないので（124条1項）、制限行為能力者本人が追認するには行為能力者となっていなければならないことになる（例えば、未成年者が法定代理人の同意を得ずに行った法律行為を、その未成年者が成年に達した後で自ら追認した場合には有効な追認となる）。また、成年被後見人は行為能力者となった後にその行為を了知したときは、その了知をした後でなければ追認をすることができない（124条2項）。法定代理人または制限行為能力者の保佐人もしくは補助人は常に追認しうる（124条3項）。
追認の方法については、取り消すことができる行為の相手方が確定している場合には、その追認は相手方に対する意思表示によってする（123条）。追認によって当該法律行為の有効が確定して取消権は消滅する（取り消すことのできる行為ではなくなる）。
なお、122条但書は「追認によって第三者の権利を害することはできない」と定めてはいるが、通説によれば表意者と第三者との優劣関係は対抗問題として決すべき問題とされる（取消の項目を参照）。

### 法定追認
124条により追認をすることができる時以後に、取り消すことができる行為について追認権者に次に掲げる事実があったときは追認をしたものとみなされる（125条本文）。これを法定追認という。ただし、異議をとどめたときは追認したものとはみなされない（125条但書）。
1. 全部または一部の履行
2. 履行の請求
3. 更改
4. 担保の供与
5. 取り消すことができる行為によって取得した権利の全部または一部の譲渡
6. 強制執行

### 取消権の消滅
取消権者が取消した場合や追認した場合（法定追認を含む）には取消権は消滅する（前者の場合には法律行為が遡って無効となるため取消権は消滅し、後者の場合には法律行為の有効が確定して取消権は消滅する）。このほか取消権の行使には期間が定められており、取消権者が追認をすることができる時から5年間取消権を行使しないとき、当該行為の時から20年を経過したときには消滅する（126条）。なお、取消権の発生原因が同じである場合には、取消権者の一人につき取消し・追認・126条の期間制限などにより取消権が消滅すれば、すべての者の取消権が消滅するものと解されている。

## 制限行為能力者の相手方保護

### 相手方の催告権
制限行為能力者の行為は取消されることがあり、そのため、その行為の相手方は不安定な立場に置かれることになる。そこで、次の場合には追認したものとして制限行為能力者の相手方を保護する。
1. 制限行為能力者の相手方は、その制限行為能力者が行為能力者（行為能力の制限を受けない者）となった後、その者に対し1ヶ月以上の期間を定めて、その期間内にその取り消すことができる行為を追認するかどうかを確答すべき旨の催告をすることができ、そのものがその期間内に確答を発しない時は、その行為を追認したものとみなされる（20条第1項）。
2. 制限行為能力者の相手方が、制限行為能力者が行為能力者とならない間に、その法定代理人、保佐人、又は補助人に対し、その権限内の行為について1ヶ月以上の期間を定めて、その期間内にその取り消すことができる行為を追認するかどうかを確答すべき旨の催告をすることができ、その者がその期間内に確答を発しない時は、その行為を追認したものとみなされる（20条第2項）。なお、後見人（保佐人・補助人）が複数選任されている場合、第三者の意思表示はそのうちの一人に対してすれば足りるとされている（857条の2、859条の2）。

但し、次の場合は、取り消したものとみなされる。
1. 特別な方式を要する行為については、上記の期間内にその方式を具備した旨の通知を発しない時は、その行為を取消したものとみなされる（20条第3項）。
2. 制限行為能力者の相手方が、被保佐人又は被補助人に対して、その行為について1ヶ月以上の期間を定めて、その期間内に、その保佐人又は補助人の追認を得るべき旨の催告をすることができ、その被保佐人又は被補助人がその期間内にその追認を得た旨の通知を発しない時は、その行為を取り消したものとみなされる（20条第4項）。

### 制限行為能力者の詐術による取消権の否定
制限行為能力者が行為能力者であることを信じさせるため詐術を用いたときは、その行為を取り消すことができない（21条）。
- 無能力者（当時）であると偽るだけでなく、無能力者と認めた上で法定代理人または保佐人の同意を得たことを信じさせるために詐術を用いた場合にも、本条の規定を適用する（妻の事例につき、大判大12.8.2）。
- 「詐術」とは、偽造文書を用いたり、他人に偽証させる等の不正手段を弄するとかのような、積極的な手段を用いることを必要とする（大判大5.12.6）。その後判例は「詐術」の範囲を広く解釈する傾向を示し、単に無能力者であることを黙秘したというだけでは詐術にはあたらないが「ふつうに人を欺くに足りる言動を用いて相手方の誤信を誘起し、または誤信を強めた場合」は詐術に含まれるとされる（準禁治産者の事例につき、最判昭44.2．13）。